# 매들린 아서
매들린 아서(영어: Madeleine Arthur, 1997년 3월 10일 ~ )는 캐나다의 배우이다.
밴쿠버에서 태어났다.

## 영화
- 내가 사랑했던 모든 남자들에게: 언제나 그리고 영원히 (2021년) - 크리스 역
- 컬러 아웃 오브 스페이스 (2019년) - 라비니아 가드너 역
- 내가 사랑했던 모든 남자들에게 (2018년)